# Jean Richepin
Jean Richepin (Médéa, hoje: المدية ou Lemdiya, na Argélia, 4 de fevereiro de 1849 — Paris, 12 de dezembro de 1926) foi um poeta, novelista e dramaturgo de língua francesa. Foi membro da Academia Francesa.

## Biografia
Filho de um médico militar francês ao tempo em serviço na Argélia, frequentou a École Normale Supérieure, onde foi um aluno brilhante, embora indisciplinado.
De grande força física, teve uma vida agitada, marcada por frequentes mudanças: foi franco-atirador na Guerra Franco-Prussiana, depois actor, marinheiro e estivador. Simultaneamente mantinha intensa actividade intelectual, escrevendo poesia, peças para teatro e novelas, as quais reflectem o seu talento vivo, embora errático. Uma das suas peças, L'Étoile, escrita em colaboração com André Gill (1840-1885), foi levada à cena em 1873, mas Richepin permaneceu virtualmente desconhecido atá à publicação, em 1876, de um volume em verso intitulado Chanson des gueux, de grande qualidade lírica, mas cuja linguagem e texto explícito levaram a que fosse preso e multado por ofensa à moral pública. As mesmas qualidades caracterizam as suas obras líricas subsequentes: Les Caresses (1877), Les Blasphèmes (1884), La Mer (1886), Mes paradis (1894) e La Bombarde (1899).
As suas novelas desenvolvem-se num estilo que alia a morbidez e brutalidade de obras como Les morts bizarres (1876), La Glu (1881) e Le Pavé (1883) com obras de complexa trama psicológica como Madame André (1878), Sophie Monnier (1884), Cisarine (1888), L'Aîné (1893), Grandes amoureuses (1896) e La Gibasse (1899). Outras das suas obras são retratos simples de experiências reais, como Miarka (1883), Les Braves Gens (1886), Truandailles (1890), La Miseloque (1892) e Flamboche (1895).
A suas peças para teatro, apesar de ocasionalmente marcadas por personagens violentas e com linguagem considerada por vezes imprópria, constituem em muitos aspectos a sua melhor obra, tendo muitas delas sido levadas à cena pela Comédie française. Também escreveu obras usadas como libreto, tais como Miarka (1905), adaptada de uma sua novela para música de Alexandre Georges, e Le mage (1891) para música de Jules Massenet.
Amigo de Emmanuel Chabrier, ajudou aquele compositor a corrigir o libreto de Le roi malgré lui, escrevendo o texto de La Sulamite.  A sua novela La Glu foi a base para uma ópera de Gabriel Dupont.
O seu filho, Jacques Richepin foi também dramaturgo.

## Obras publicadas
- Nana Sahib (1883)
- Monsieur Scapin (1886)
- Le Flibustier (1888; base da ópera Le Flibustier (ópera) de César Cui)
- Par le glaive (1892)
- Vers la joie (1894)
- Le Chemineau (1897; traduzido para português como O Caminheiro por Júlio Dantas)
- Le Chien de garde (1898)
- Les Truands (1899)
- Don Quichotte (1905)